# Кир Младший
Кир Младший (погиб в 401 до н. э.) — младший сын персидского царя Дария II и его единокровной сестры Парисатиды.

## Биография
Кир родился не ранее 423 года до н. э. и пользовался особенной любовью матери, которая надеялась выдвинуть его в престолонаследники в обход старшего сына Арсака (впоследствии взошедшего на престол под именем Артаксеркс II).
Когда Дарий решил продолжить борьбу с Афинами путём поддержки лакедемонян в Пелопоннесской войне, Парисатиде удалось (в 407 году до н. э.) убедить его назначить юного Кира сатрапом Лидии, Фригии и Каппадокии, а также главнокомандующим всех войск в Анатолии. Резиденцией сатрапа стали Сарды. В союзе со спартанским адмиралом Лисандром Кир одолел мощь Афин и снискал популярность в антиафински настроенных полисах Эллады.
После смерти Дария в Персии под именем Артаксеркса II воцарился Арсак, старший брат Кира. Карийский сатрап Тиссаферн, будучи тестем нового царя, тут же стал убеждать его в заговорщичестве Кира, однако благодаря заступничеству матери тому удалось выехать из Вавилона в свою сатрапию, где он принялся с помощью греческих союзников готовить свержение брата.
Под предлогом подготовки похода в Писидию и спора с Тиссаферном за города Ионии Кир собрал под своими знамёнами до 20 000 ратников, большинство из которых составляли греческие наёмники (в том числе спартанский стратег Клеарх). Весной 401 года до н. э. они двинулись на юго-восток. Достигнув берегов Евфрата, Кир объявил о своём намерении добиваться свержения брата и без сопротивления вошёл в пределы Месопотамии.
Греческие наёмники Кира одержали победу над спешно собранным Артаксерксом, при поддержке Тиссаферна, войском в битве при Кунаксе, но Кир погиб от копья персидского воина Митридата, преследуя отступающего Артаксеркса, и с его смертью победа обернулась поражением. Тиссаферну хитростью удалось схватить и умертвить греческих вождей, включая спартанца Клеарха. Выжившие в битве греки под руководством Ксенофонта с трудом добрались до черноморского побережья: эти события описаны Ксенофонтом в сочинении «Анабасис Кира».
Греческие и персидские подходы к оценке личности Кира расходятся. Для персов он — сикофант, из личного честолюбия приведший чужеземцев в сердце родной страны. Для Ксенофонта он — воплощение всех эллинских добродетелей, первый варварский правитель с греческим воспитанием, предтеча эллинизма.